# Pachycondyla sjostedti
Pachycondyla sjostedti är en myrart som först beskrevs av Mayr 1896.  Pachycondyla sjostedti ingår i släktet Pachycondyla och familjen myror. Inga underarter finns listade i Catalogue of Life.

## Bildgalleri

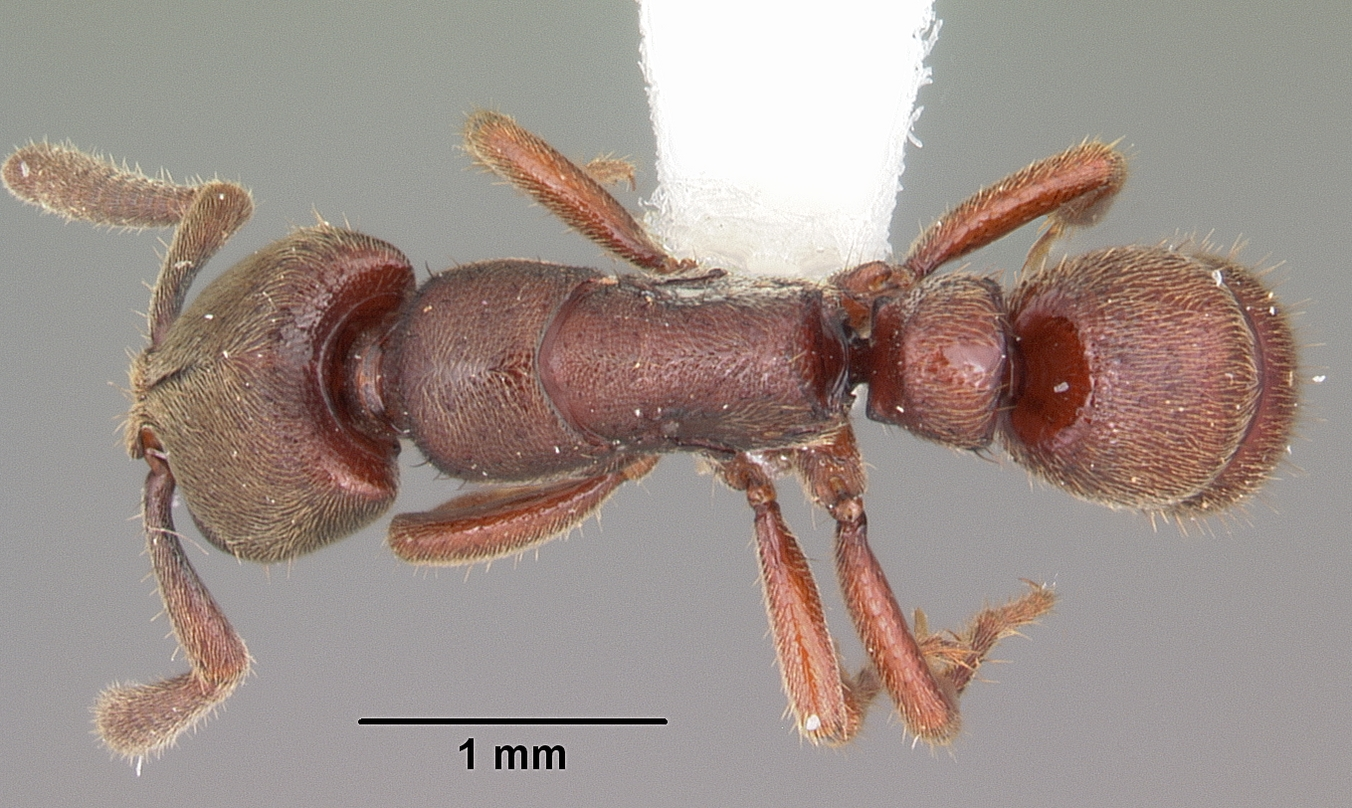
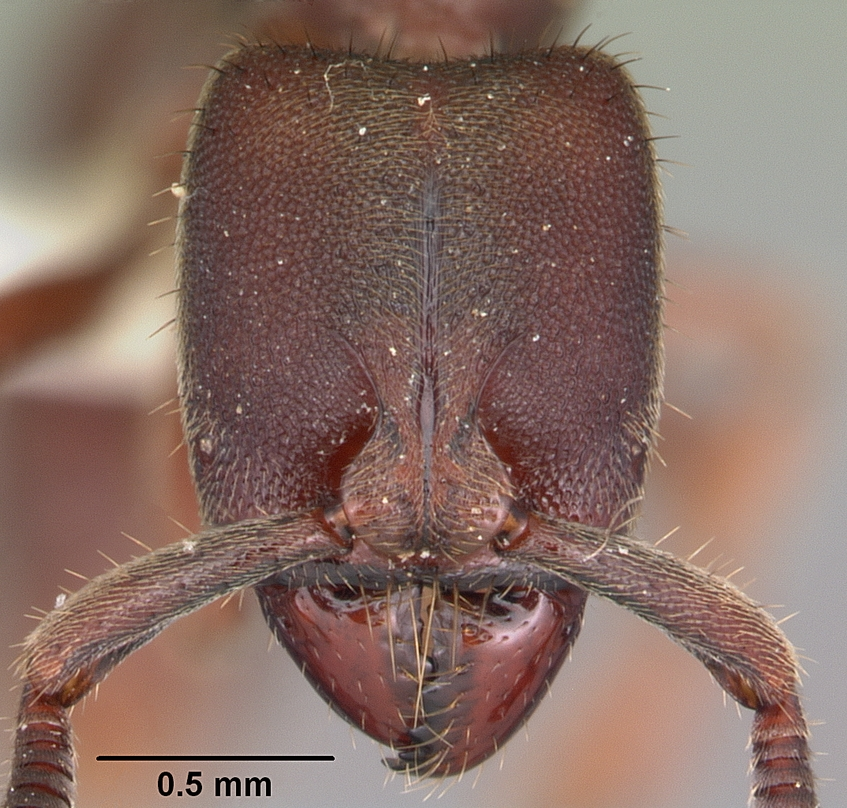
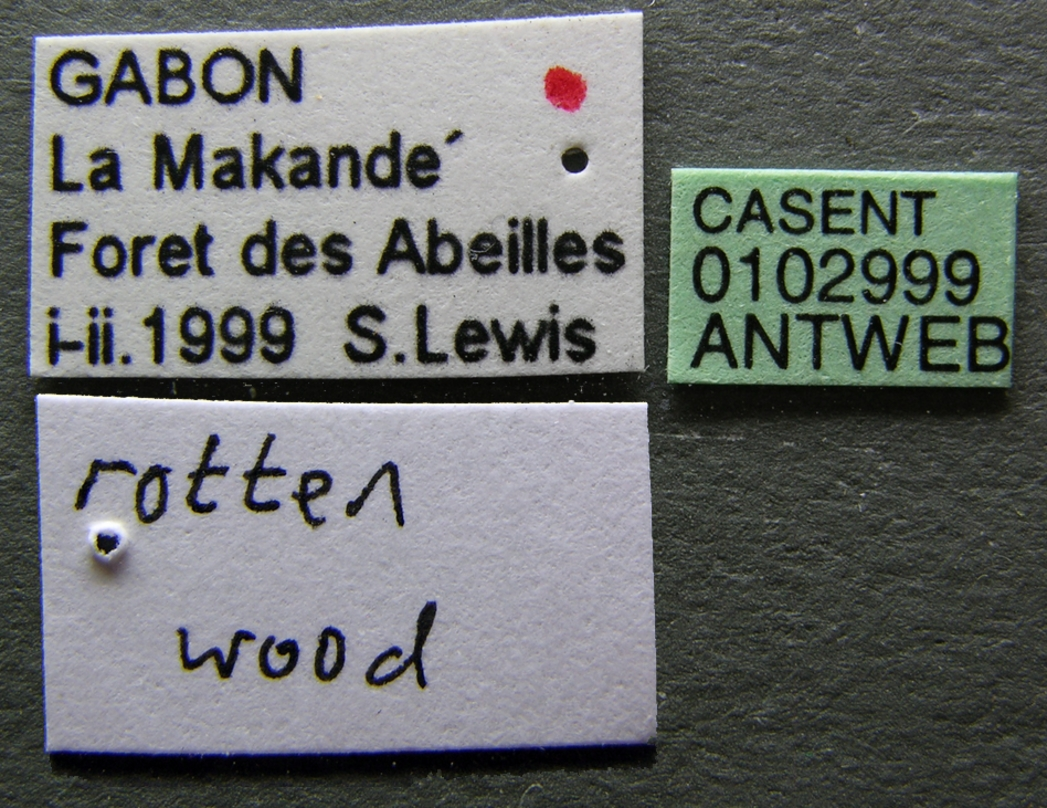
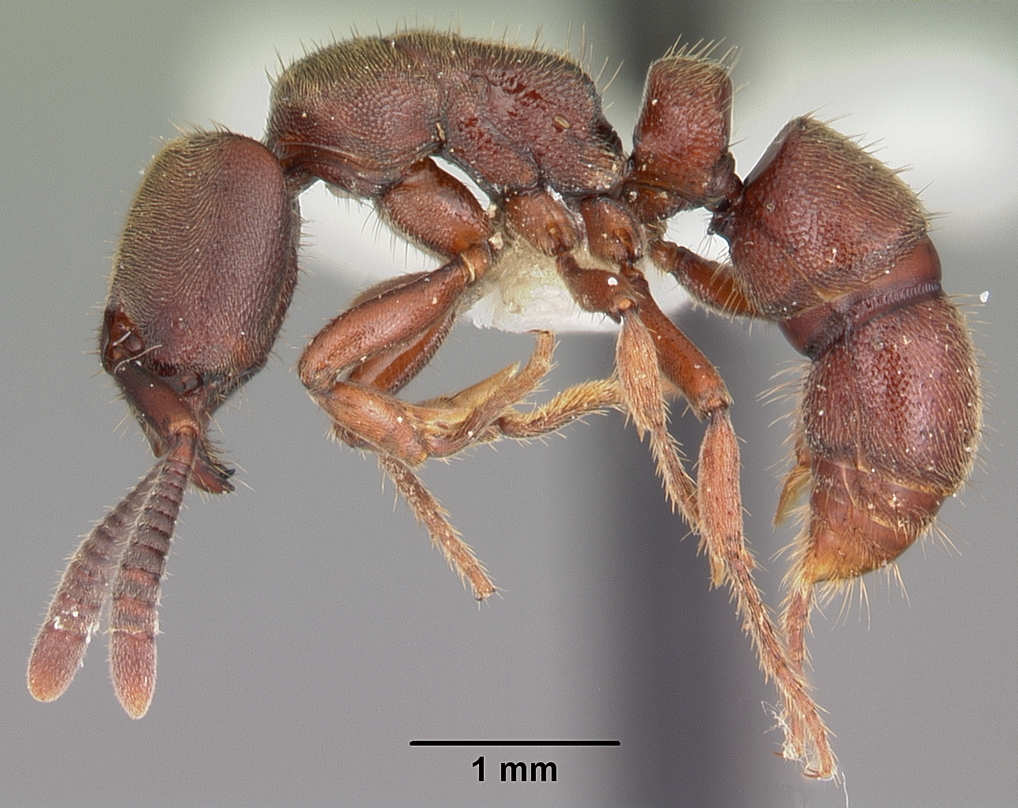
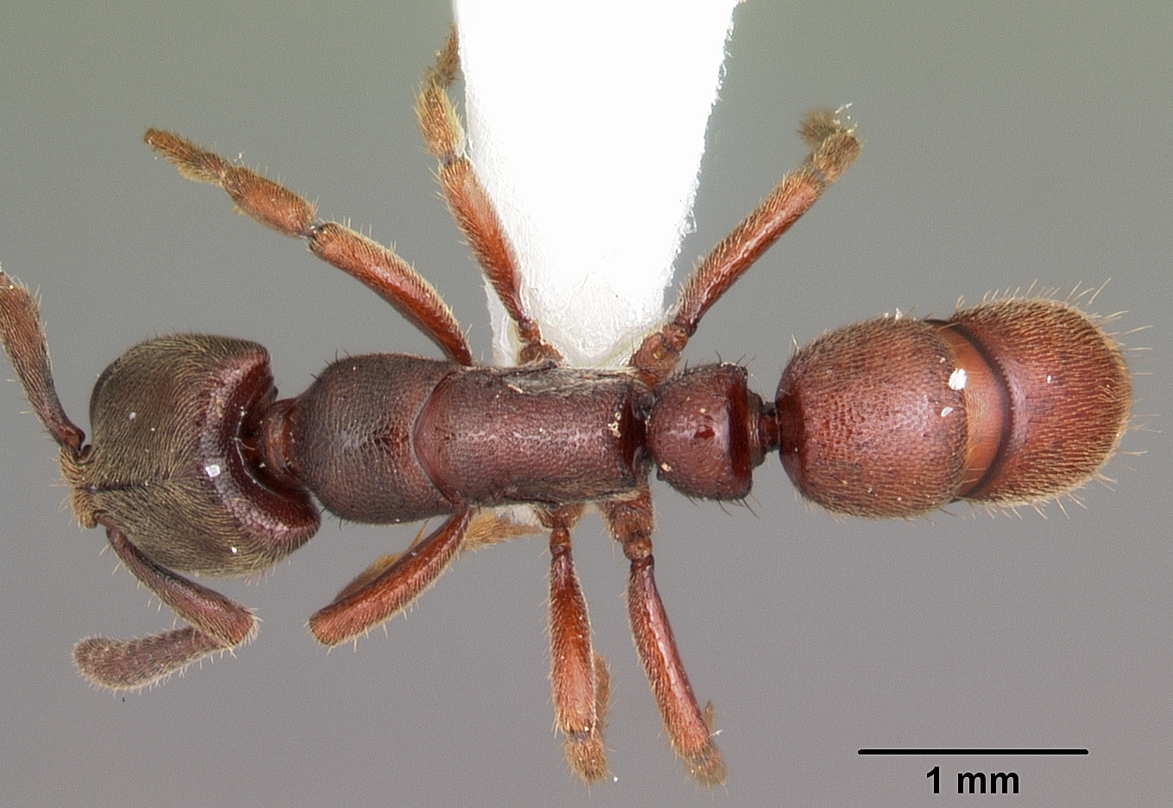
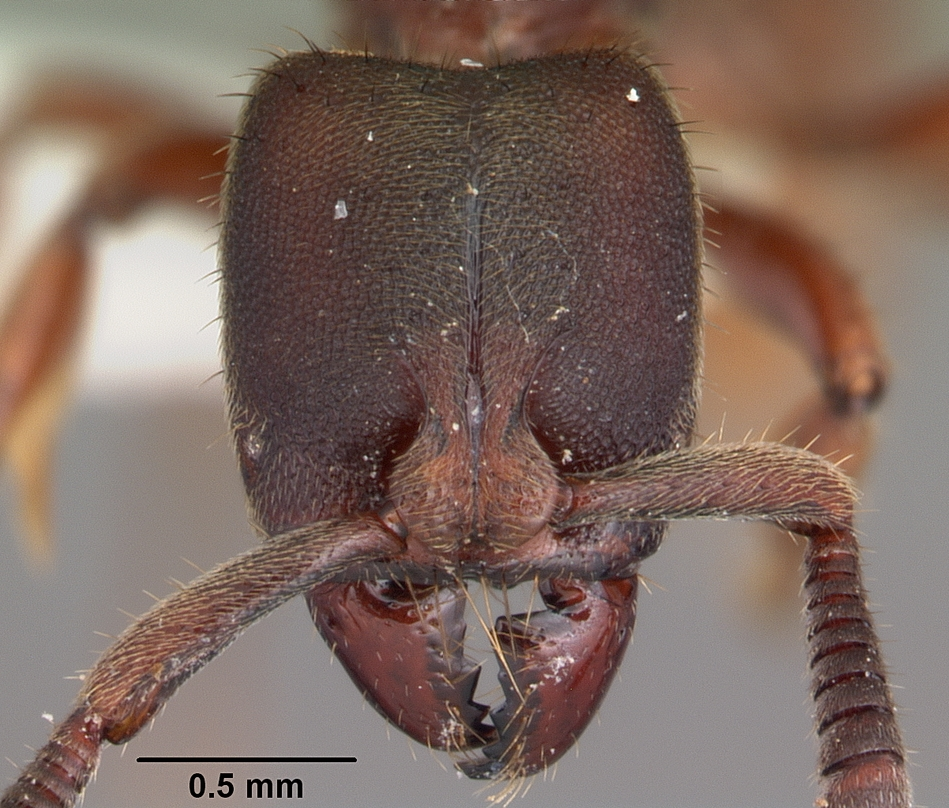